# Stanulovići
Stanulovići (en serbe cyrillique : Стануловићи) est un village de Serbie situé dans la municipalité de Brus, district de Rasina. Au recensement de 2011, il compte 26 habitants.

## Démographie
| 1948 | 1953 | 1961 | 1971 | 1981 | 1991 | 2002 | 2011 |
| ---- | ---- | ---- | ---- | ---- | ---- | ---- | ---- |
| 154  | 175  | 199  | 171  | 97   | 71   | 55   | 26   |

|  |